# Hotline (album)
Hotline è il settimo album dei The J. Geils Band, uscito nel 1975.

## Tracce
1. Love-Itis (Harvey Scales, Albert Vance) – 4:38
2. Easy Way Out (Justman, Wolf) – 4:04
3. Think It Over (Justman, Wolf) – 4:40
4. Be Careful (What You Do) (John Brim) – 4:02
5. Jealous Love (Justman, Wolf) – 4:09
6. Mean Love (Justman, Wolf) – 5:04
7. Orange Driver (Eddie Burns) – 4:29
8. Believe In Me (Curtis Mayfield) – 4:42
9. Fancy Footwork (Justman, Wolf) – 5:26